# Spädmåra
Spädmåra (Galium tenuissimum) är en måreväxtart som beskrevs av Friedrich August Marschall von Bieberstein. Enligt Catalogue of Life ingår Spädmåra i släktet måror och familjen måreväxter, men enligt Dyntaxa är tillhörigheten istället släktet måror och familjen måreväxter. Arten förekommer tillfälligt i Sverige, men reproducerar sig inte.

## Underarter
Arten delas in i följande underarter:
- G. t. tenuissimum
- G. t. trichophorum